# Schupbach (Ohrn)
Der Schupbach ist ein fast fünf Kilometer langer Bach in den Waldenburger Bergen im nordöstlichen Baden-Württemberg, der nach südwestlichem bis südlichem Lauf beim Weiler Schuppach der Gemeinde Pfedelbach im Hohenlohekreis von rechts in die obere Ohrn mündet.

## Name
Das Bestimmungswort des Namens stammt vom oberdeutschen Wort die Schupfe für „Schuppen, Holzhäuschen“.

## Geographie

### Verlauf
Der Schupbach entsteht im südlichen Hohenlohekreis auf dem Gebiet von Waldenburg im Waldgebiet zwischen dem Dorf Obersteinbach und dem Weiler Sailach der Kleinstadt etwa 0,8 km westlich des Wasserturms von Sailach im Gewann Weißenstein. Der hier auf maximal 472 m ü. NHN entspringende längste Quellbach ist unbeständig und läuft zunächst südwestlich, nimmt zwei ebenso unbeständige Waldoberläufe von links und dann von rechts am Gewann Kasperlessee auf.
Kurz danach unterquert er die L 1046 Waldenburg–Michelfeld-Gnadental und durchfließt nunmehr mit beständiger Wasserführung auf dem Gebiet der Gemeinde Michelfeld im Landkreis Schwäbisch Hall seine tief eingeschnittene Köhlersklinge auf nunmehr Südkurs. Von Osten her laufen auf diesem Abschnitt aus Nebenklingen die Bäche Klosterbach sowie Eichelklingenbächle aus der Koppenklinge zu, die beide den westlichen Teil des flachen Höhenrückens zwischen Forsthaus und Neunkirchen entwässern. Gegenüber auf der rechten Hochebene liegt Büchelberg in einer großen Rodungsinsel auf einer kleinen Höhenkuppe.
Gut einen Kilometer vor seiner Mündung wechselt er in die Flur und zugleich aufs Gebiet der Gemeinde Pfedelbach wieder im Hohenlohekreis. Er nimmt seinen letzten, wieder etwas kleineren Zufluss Eichenheldenbächle aus einer Klinge von Nordwesten her auf und fließt nun wieder südwestlich. Im Weiler Schuppach (!) fließt er auf etwa 320 m ü. NHN gegenüber dem Haus Mühlengrund 1 von rechts und Nordosten in die aus dem Südosten kommende obere Ohrn ein, deren Tal hier auf westlichere Richtung abknickt.
Der 4,7 km lange Lauf des Schupbachs mündet etwa 152 Höhenmeter unterhalb seines höchsten Ursprungs, sein mittleres Sohlgefälle liegt mithin bei etwa 32 ‰.

### Einzugsgebiet
Der Bach entwässert 7,6 km² der Waldenburger Berge, eines Unter-Naturraums der Schwäbisch-Fränkischen Waldberge. In diesem Keuperbergland durchschneidet das anfangs flach, später steil sich eintiefende Gewässer die Mittelkeuper-Schichten vom Kieselsandstein (Hassberge-Formation) am Ursprung bis hinunter zum Gipskeuper (Grabfeld-Formation) an der Mündung. Links und flächenhaft vor allem rechts auf den begleitenden Höhenrücken des unteren Laufs setzt sich über dem Kieselsandstein die Schichtenfolge aufwärts noch über die Oberen Bunten Mergel (Mainhardt-Formation) fort bis in den wie dieser Verebnungen bildenden Stubensandstein (Löwenstein-Formation). An mehreren Stellen am Rand wird eine Höhe von über 480 m ü. NHN erreicht, aber nirgends 485 m ü. NHN.
Die Wasserscheide im Westen trennt von abwärtigem Einzugsgebiet des Vorfluters Ohrn, die hier über ihren rechten Zuflüsse bis hinunter zum Steinbach konkurriert. Hinter der östlichen nimmt die südwärts laufende Bibers fast alle jenseits der Scheide entwässernden Bäche auf, die einzigen von gewisser Bedeutung sind der Limbach und der Schöppklingenbach. Nur ganz im Süden liegt wieder Einzugsgebiet der aufwärtigen Ohrn an mit dem kurzen Neunkirchener Katzenbach.
Das Einzugsgebiet ist überwiegend bewaldet und offen fast nur am Rande auf den flachen Höhenrücken, wo es Anteil an den Rodungsinseln um den Weiler Sailach im Nordosten hat (zu Waldenburg); um das Forsthaus im Osten, den Weiler Neunkirchen im Südosten und Büchelberg im Südwesten (alle zu Michelfeld) sowie an der Mündung an der Talflur um Schuppach (zu Pfedelbach). Den größten Anteil am Gebiet hat Michelfeld im mittleren Bereich, einen geringeren Waldenburg im Norden, den kleinsten Pfedelbach im Süden.

### Zuflüsse und Seen
Hierarchische Liste der Zuflüsse und  Seen von der Quelle zur Mündung. Gewässerlänge, Seefläche, Einzugsgebiet und Höhe nach den entsprechenden Layern auf der Onlinekarte der LUBW. Andere Quellen für die Angaben sind vermerkt.
Quelle des längsten Quellstrangs des Schupbachs auf etwa 472 m ü. NHN ca. 0,8 km westlich des Wasserturms von Michelfeld-Sailach im Wald Weißenstein. Der Schupbach fließt in der Folge überwiegend südwestlich bis südlich.
- (Unbeständiger Waldbach), von links und Osten auf etwa 456,2 m ü. NHN[LUBW 5] wenig vor einem Wegedreieck im Weißenstein, ca. 0,7 km[LUBW 6] und ca. 0,5 km².[LUBW 7] Entsteht auf etwa 474 m ü. NHN nahe dem Flurrand des Tiefenmahd westlich von Sailach.
- (Unbeständiger Waldbach), von rechts und Norden auf etwas unter 440 m ü. NHN am verlandeten Kasperlessee, ca. 0,5 km[LUBW 6] und ca. 0,3 km².[LUBW 7] Entsteht auf etwa 468 m ü. NHN in einer Waldlichtung südlich von Waldenburg-Obersteinbach.
- Klosterbach, von links und Osten auf etwa 414,1 m ü. NHN[LUBW 5] in der Köhlersklinge gegenüber dem nördlichen Teil der Rodungsinsel um Büchelberg, ca. 1,4 km[LUBW 2] und ca. 1,2 km².[LUBW 7]
  -  Entfließt auf 467,2 m ü. NHN[LUBW 5] dem ersten der Klosterweiher im Waldrand am Forsthausfeld westlich von Michelfeld-Forsthaus, 1,0 ha.
  -  Durchfließt auf etwa 465 m ü. NHN den zweiten Klosterweiher weniger als 200 Meter weiter, etwa 1,3 ha.
- Eichelklingenbächle[4] aus der Koppenklinge[LUBW 8], von links und Osten auf 368,2 m ü. NHN[LUBW 5] in der Köhlersklinge etwa gegenüber Büchelberg auf dem Gegenkamm, 1,2 km und ca. 0,7 km².[LUBW 7] Entsteht auf etwa 470 m ü. NHN nördlich von Michelfeld-Neunkirchen an einer Waldlichtung zwischen Gemeindehau und Kleintierbühl.
  - Tierbühlbach[5] oder Tiefenbühlbach[LUBW 9], von rechts und Nordosten auf etwa 425 m ü. NHN, 0,5 km und ca. 0,2 km².[LUBW 7] Entsteht auf etwa 477 m ü. NHN und trennt die Waldgewanne Großtierbühl rechts und Kleintierbühl links.

Ab dem Waldaustritt in die Eichhalde über die Gemeindegrenze von Michelfeld zu Pfedelbach wird der Bach für den letzten Kilometer seines Laufes Schupbach genannt.
- Passiert auf etwa 347 m ü. NHN zwei Teiche links am Lauf gleich am Waldaustritt, zusammen 0,1 ha.
- Eichhaldenbächle aus der Vogtklinge, von links und Nordosten auf 336,1 m ü. NHN[LUBW 5], 1,0 km und ca. 1,0 km².[LUBW 7] Entsteht auf etwa 445 m ü. NHN nordwestlich von Neunkirchen am Waldklingenbeginn im Gewann Keimenrain.

Mündung des Schupbachs von rechts und zuletzt Nordosten auf etwa 320 m ü. NHN gegenüber dem Haus Mühlengrund 1 des Pfedelbacher Weilers Schuppach von rechts und Nordosten in die obere Ohrn. Der Bach ist 4,7 km lang und hat ein Einzugsgebiet von 7,6 km².

## Natur und Schutzgebiete
Der Schupbach ist ab dem Beginn der Klingeneintiefung ein natürlich laufender Bett mit teils felsigem, teils mit Blockschutt bedecktem Bett, an dem sich steile und flache Ufer abwechseln; mancherorts bricht das Ufer auch ab. Der Bach fällt über kleine Stufen herab, anderswo füllt er ruhige Gumpen. An den Hängen sind teils Quellhorizonte angeschnitten.
Das gesamte Gebiet gehört zum Naturpark Schwäbisch-Fränkischer Wald, die kurze offene Flur am Unterlauf ist Teil des Landschaftsschutzgebietes Steinbacher Tal mit Randgebieten (Oberes Ohrntal). Naturdenkmale sind eingerichtet um den oberen der beiden Klosterweiher (unter dem Namen Forsthaussee) sowie entlang des obersten Eichelklingenbächles (unter dem Namen Landheg u. Feuchtgebiet im Dietrichschlag), wo ein Abschnitt der Haller Landheeg an der heutigen Kreisgrenze verlief. Am oberen Abfall des rechten Mündungssporns über Schuppach liegt eine waldbestandene Blockschutthalde, die unter dem Namen Einberg unter Naturschutz steht. Wenig nordwestlich darüber reicht auf dem Höhenrücken südlich von Büchelberg ein Wasserschutzgebiet ins Einzugsgebiet.

### LUBW
Amtliche Online-Gewässerkarte mit passendem Ausschnitt und den hier benutzten Layern: Lauf und Einzugsgebiet des Schupbachs

Allgemeiner Einstieg ohne Voreinstellungen und Layer: Daten- und Kartendienst der Landesanstalt für Umwelt Baden-Württemberg (LUBW) (Hinweise)
1. 1 2 3  Höhe nach dem Höhenlinienbild auf dem Hintergrundlayer Topographische Karte.
2. 1 2 3  Länge nach dem Layer Gewässernetz (AWGN).
3. 1 2  Einzugsgebiet nach dem Layer Basiseinzugsgebiet (AWGN).
4. ↑  Seefläche nach dem Layer Stehende Gewässer.
5. 1 2 3 4 5  Höhe nach schwarzer Beschriftung auf dem Hintergrundlayer Topographische Karte.
6. 1 2 3  Länge abgemessen auf dem Hintergrundlayer Topographische Karte.
7. 1 2 3 4 5 6  Einzugsgebiet abgemessen auf dem Hintergrundlayer Topographische Karte.
8. ↑  Auf den Layern Gewässernetz (AWGN) und Gewässername steht Koppenklinge außer fürs Tal auch – wohl behelfsweise – für den Bach selbst.
9. ↑  Gewässername Tiefenbühlbach nach den Layern Gewässernetz (AWGN) und Gewässername.
10. ↑  Bachnatur nach dem Layer Biotop.
11. ↑  Schutzgebiete nach den jeweils einschlägigen Layern.

### Andere Belege
1. ↑  Albrecht Greule: Deutsches Gewässernamenbuch. Walter de Gruyter, Berlin / Boston 2014, ISBN 978-3-11-057891-1, S. 483, „Schupbach“ (Auszug in der Google-Buchsuche).
2. ↑  Wolf-Dieter Sick: Geographische Landesaufnahme: Die naturräumlichen Einheiten auf Blatt 162 Rothenburg o. d. Tauber. Bundesanstalt für Landeskunde, Bad Godesberg 1962. → Online-Karte (PDF; 4,7 MB)
3. ↑  Geologie nach der geologischen Karte des Naturparks Schwäbisch-Fränkischer Wald 1:50.000, herausgegeben vom Landesamt für Geologie, Rohstoffe und Bergbau Baden-Württemberg, Freiburg i. Br. 2001. Einen gröberen Überblick verschafft auch: Mapserver des Landesamtes für Geologie, Rohstoffe und Bergbau (LGRB) (Hinweise)
4. ↑  Gewässername Eichelklingenbächle nach dem Layer WMS ALKIS Basis von Geoportal Baden-Württemberg (Hinweise)
5. ↑  Gewässername Tierbühlbach nach dem Layer WMS ALKIS Basis von Geoportal Baden-Württemberg (Hinweise)